# Stadhuis van Nijmegen
Het stadhuis van Nijmegen is het historische raadhuis van de Nederlandse stad Nijmegen. Het oudste deel van het stadhuis ligt aan de Burchtstraat, hoewel de hoofdingang zich aan de Korte Nieuwstraat bevindt. 
Het stadhuis werd in 1554-1555 in regionale renaissancestijl gebouwd onder leiding van Herman van Herengrave en is nadien meerdere keren gerestaureerd. Het stadhuis herbergt een groot aantal historische en moderne kunstwerken.

## Geschiedenis

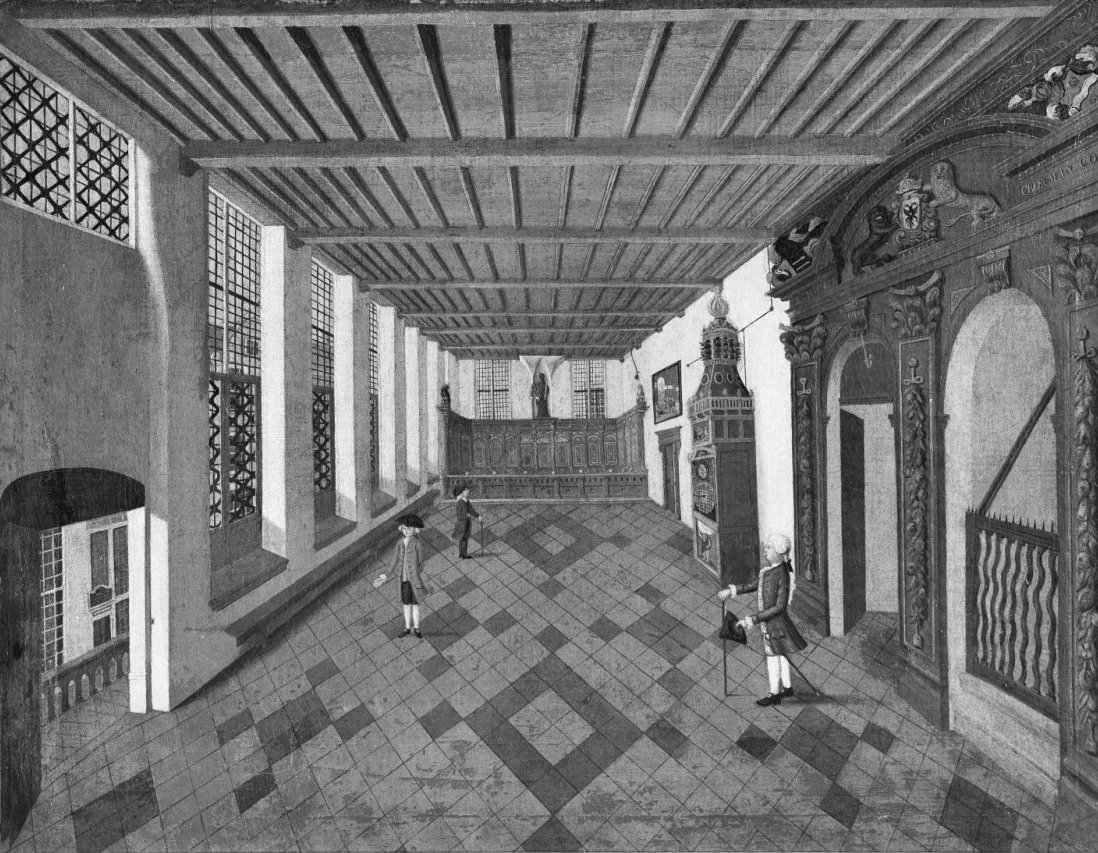
De Schepen- of Trêveszaal, waar de Vrede van Nijmegen werd getekend, hier omstreeks 1725-1750

### Bouw en restauratie na WOII
Het historische gedeelte van het stadhuis bestaat in feite uit een samenvoeging van een aantal woonhuizen uit de veertiende eeuw. In de periode 1554-1555 ontwierp stadsbouwmeester Herman van Herengrave een nieuwe voorbouw voor deze huizen met een schepenhal en daarboven een zaal.
In de periode 1879-1882 werd het stadhuis gerestaureerd door architect Pierre Cuypers en aan de westzijde uitgebreid met een vleugel in dezelfde stijl. Cuypers liet tevens kopieën vervaardigen van het renaissance beeldhouwwerk aan de gevel.
Aan het einde van de Tweede Wereldoorlog raakte het stadhuis ernstig beschadigd, vooral door Operatie Market Garden (zie ook de slag om Nijmegen). De voor- en zijgevels bleven echter gedeeltelijk gespaard en deze werden in de periode 1947-1953 gerestaureerd door ingenieur J.G. Deur, die tevens betrokken was bij andere restauraties tijdens de Wederopbouwperiode. Hierbij werd de westelijke aanbouw van Cuypers vervangen door een vleugel in moderne stijl. Daarnaast kreeg het stadhuis nu een bakstenen toren met een typische ui-vormige bekroning. De spanten werden vanwege houtgebrek niet van hout, maar van beton vervaardigd. Bij de herbouw zijn in 1953 tevens (nieuwe) replica’s van de beelden op de gevel geplaatst.

### Belangrijke gebeurtenissen
- In 1678-1679 werd in de Schepenzaal, later Trêveszaal genoemd, de Vrede van Nijmegen getekend, waarmee een einde kwam aan de Hollandse Oorlog (1672-1679) tussen het Frankrijk van Lodewijk XIV en de Republiek der Zeven Verenigde Nederlanden.
- In 1702 vonden de zogenaamde Gelderse Plooierijen plaats tussen de oude raad (de Oude Plooi), nog benoemd door stadhouder Willem III en de vooraanstaande families die in 1675 buitengesloten waren. Samen met de hulp van de gilden vormden zij een Nieuwe Plooi. Het garnizoen wist echter de Oude Plooi weer in het zadel te helpen. In januari 1703 heroverde de Nieuwe Plooi het stadhuis met hulp van de opgezweepte Nijmeegse bevolking. In augustus 1705 probeerde de Oude Plooi tevergeefs met hulp van een knokploeg de macht weer in handen te krijgen. In de strijd rond het stadhuis vielen drie doden. De andere vijf leden van de knokploeg van de Oude Plooi werden ter afschrikking opgehangen aan de ramen van de eerste verdieping van het stadhuis. Oud-burgemeester Willem Roukens, een van de aanvoerders van de Oude Plooi, werd buiten het stadhuis opgepakt en de volgende dag onthoofd.
- Op 19 augustus 1955, tien jaar na het einde van de Tweede Wereldoorlog, werd de Britse generaal Bernard Montgomery, opperbevelhebber tijdens Operatie Market Garden, in het herbouwde stadhuis ontvangen als ereburger van de stad Nijmegen.
- 10 april 1975: mr. Pieter van Vollenhoven doet aangifte van de geboorte van zijn zoon Floris van Oranje-Nassau op het stadhuis van Nijmegen.
- In september 1978 vond in de Trêveszaal van het stadhuis een herdenking van de Vrede van Nijmegen plaats met onder anderen ambassadeurs van de betrokken landen.
- Op 23 mei 2013 vond in het stadhuis ministersoverleg plaats tussen de Nederlandse en de Duitse regering, waarbij onder anderen minister-president Mark Rutte en bondskanselier Angela Merkel aanwezig waren.

Ondertekening van de Vrede van Nijmegen, 10 augustus 1678
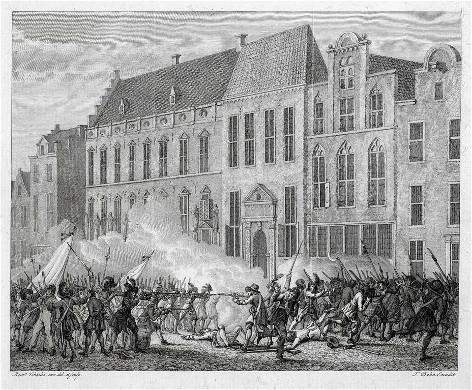
Aanval op het stadhuis tijdens de Gelderse Plooierijen, augustus 1705
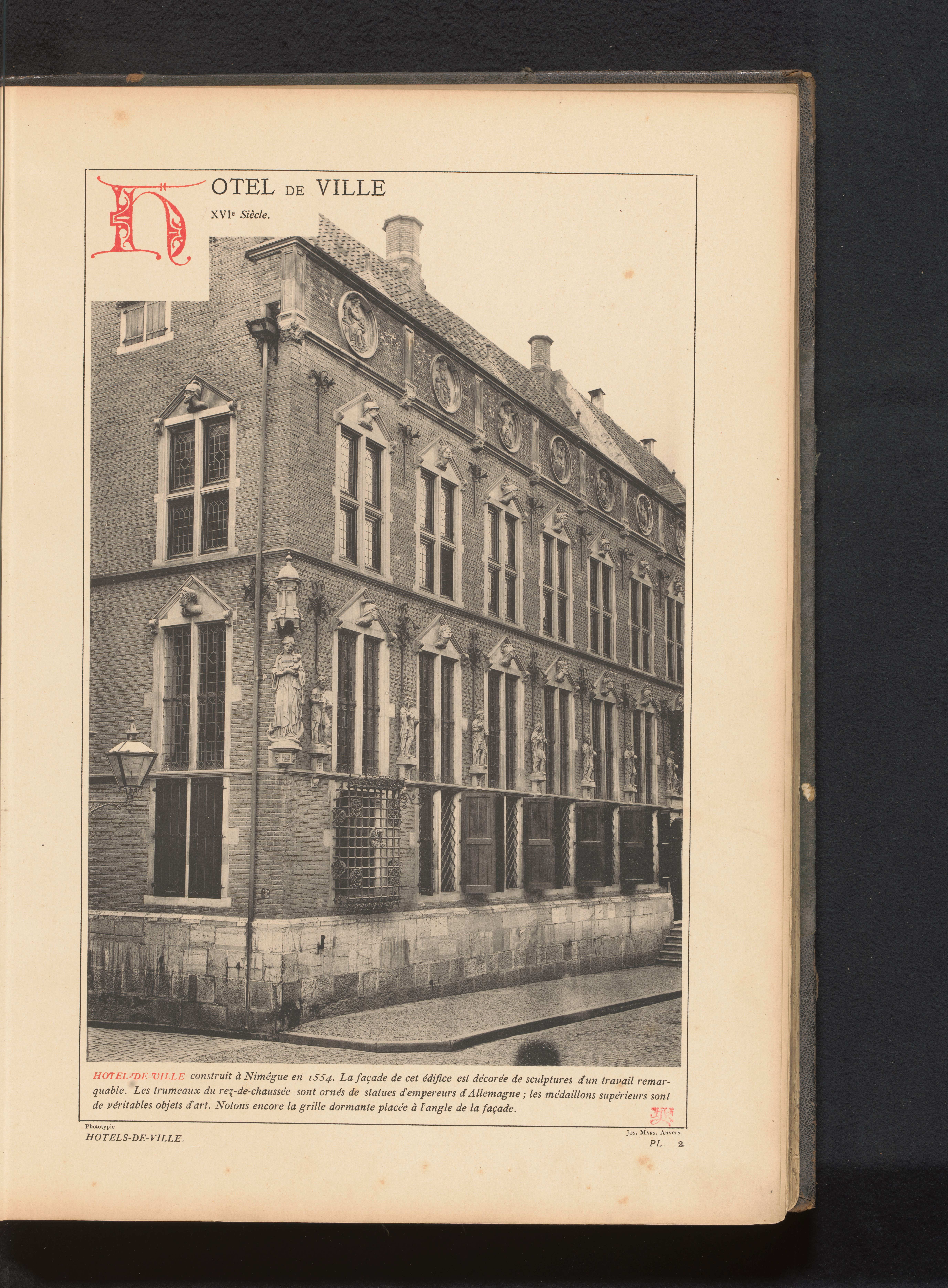
Foto van het stadhuis, ca. 1881
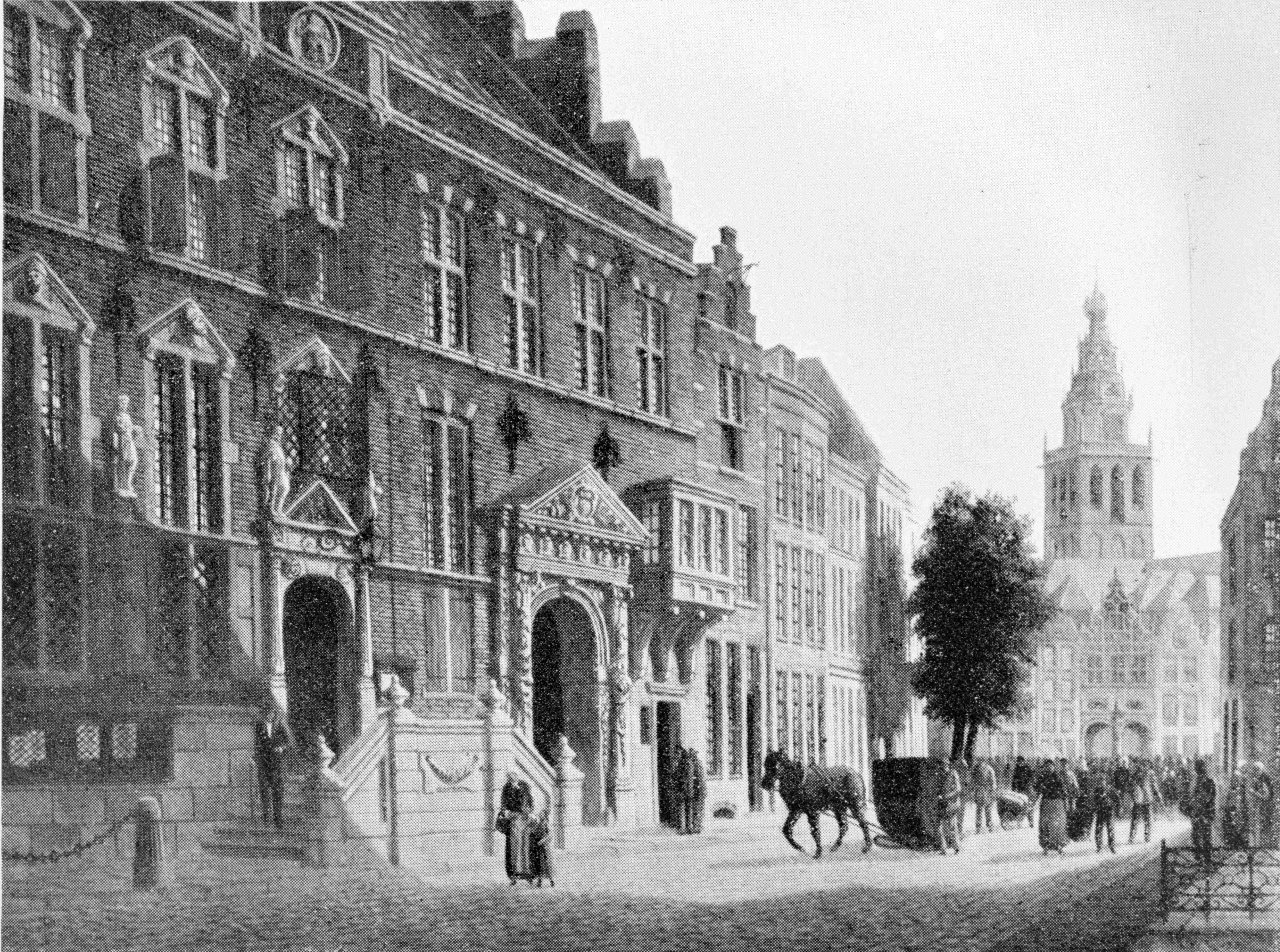
Het stadhuis (links) na de Cuypersrestauratie, ca. 1890
- Generaal Montgomery ontvangt het ereburgerschap, 19 augustus 1955
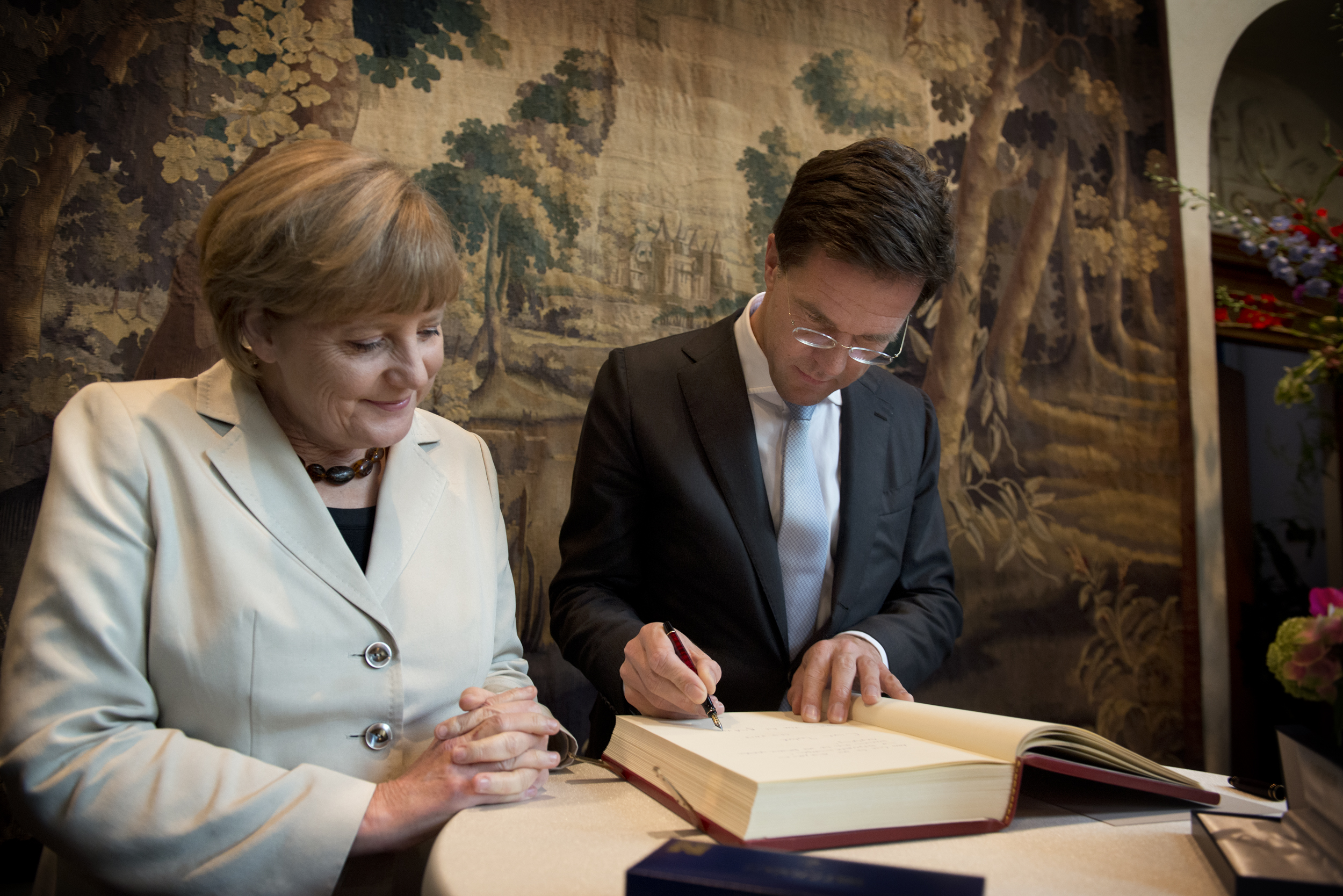
Angela Merkel en Mark Rutte ondertekenen het gastenboek, 23 mei 2013

## Beschrijving

### Exterieur

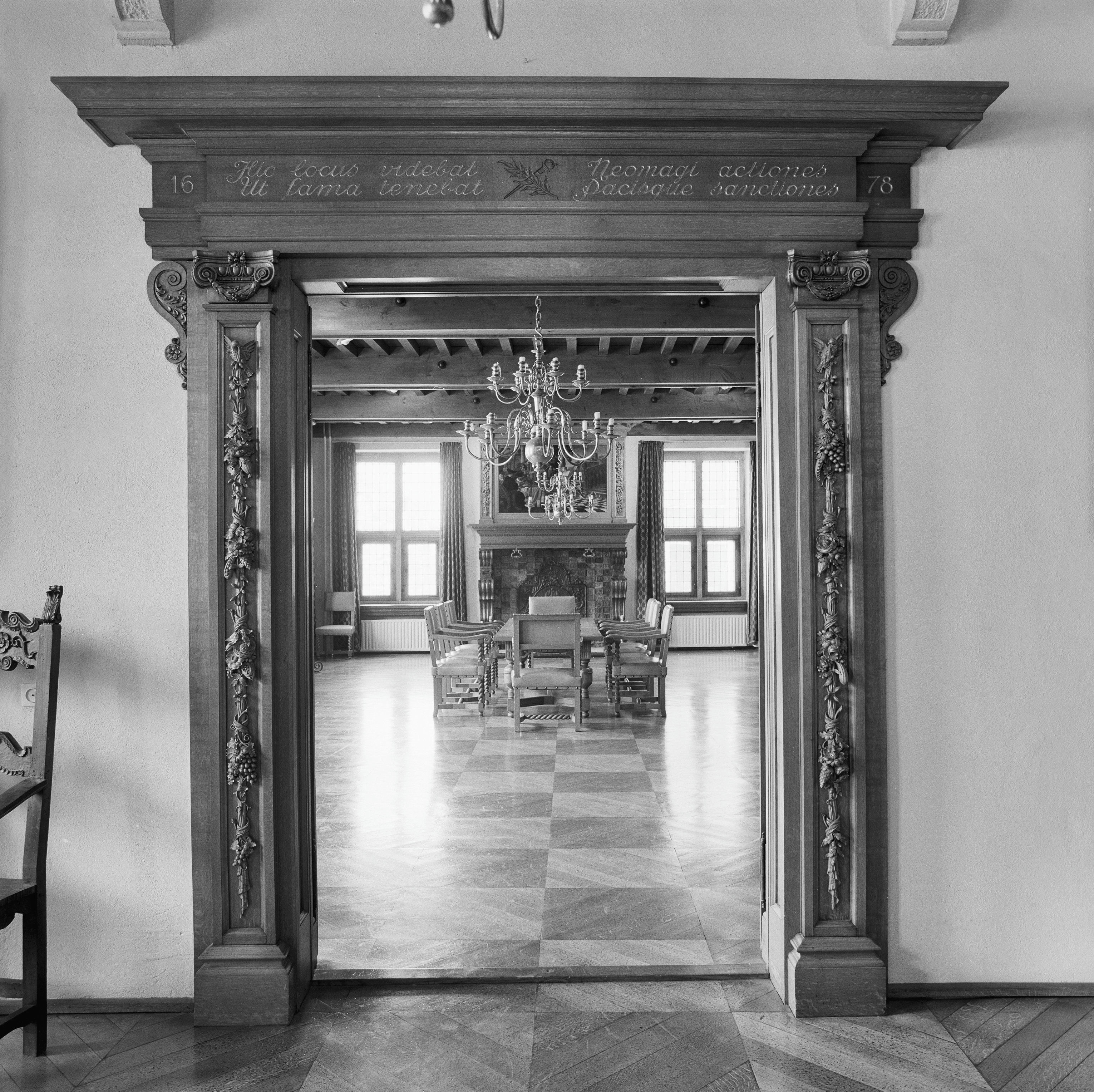
Gezicht op de Trêveszaal in 1982

Het oudste deel van het stadhuis aan de Burchtstraat en de Nieuwstraat heeft een zadeldak tussen twee trapgevels. De na de Tweede Wereldoorlog toegevoegde toren heeft een fries van baksteen met maaswerk, dat afkomstig is van de tijdens Operatie Market Garden verwoeste veertiende-eeuwse Broerskerk. De bakstenen gevels zijn voorzien van vensters met natuurstenen kruiskozijnen. De met houtsnijwerk versierde voordeur bezit een hardstenen renaissance-omlijsting van de hand van Gaert van Dulcken. De bekleding van de plint en het bordes zijn eveneens van natuursteen. Het modernere, westelijke geveldeel aan de kant van de Burchtstraat bevat een classicistische poort uit 1663 met fraaie reliëfs. Deze zogenaamde Gedeputeerdenpoort gaf voorheen toegang tot de vergaderruimte van de Gedeputeerden van Gelre.

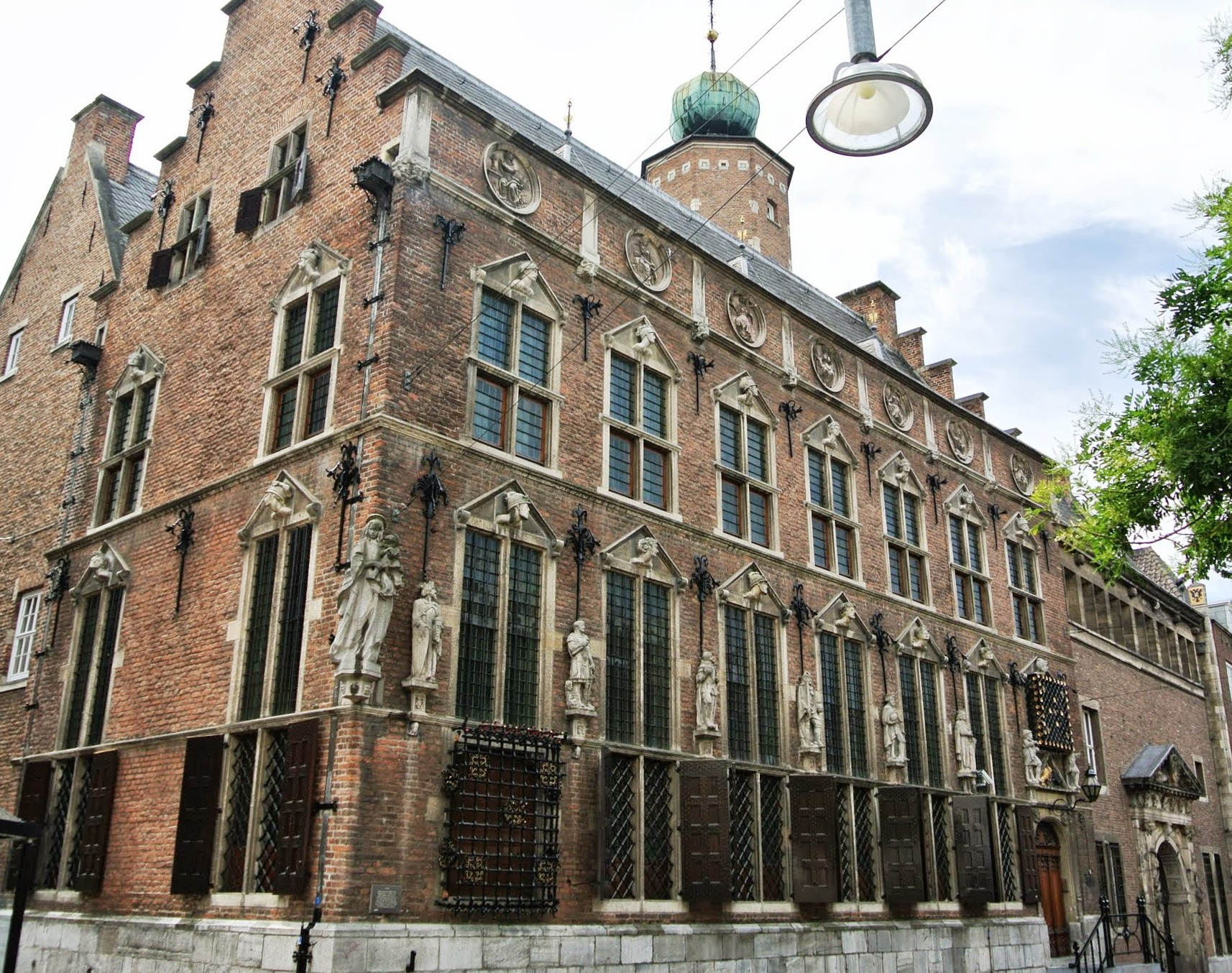
Gevels Nieuwstraat en Burchtstraat
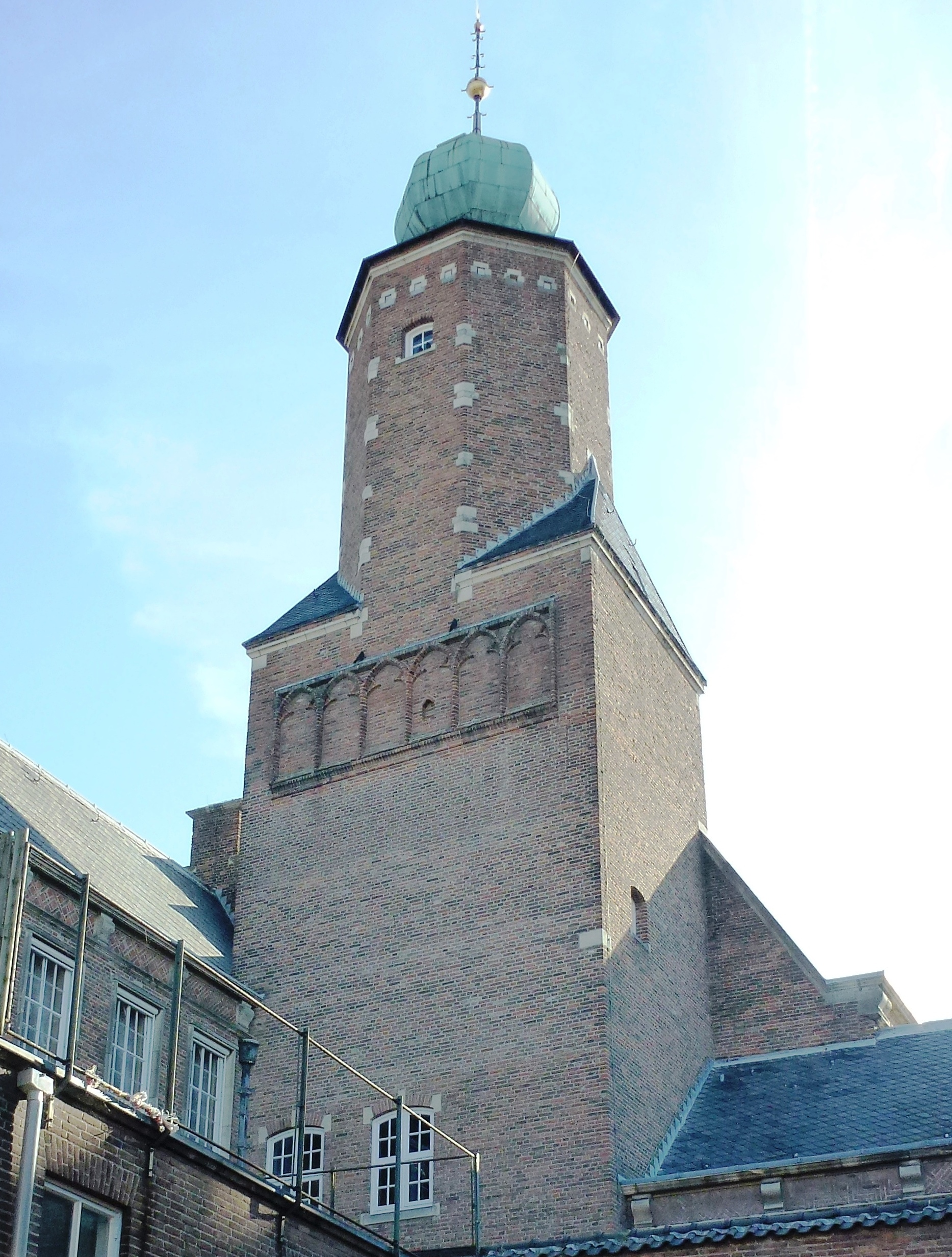
Moderne toren met 14e-eeuws maaswerk
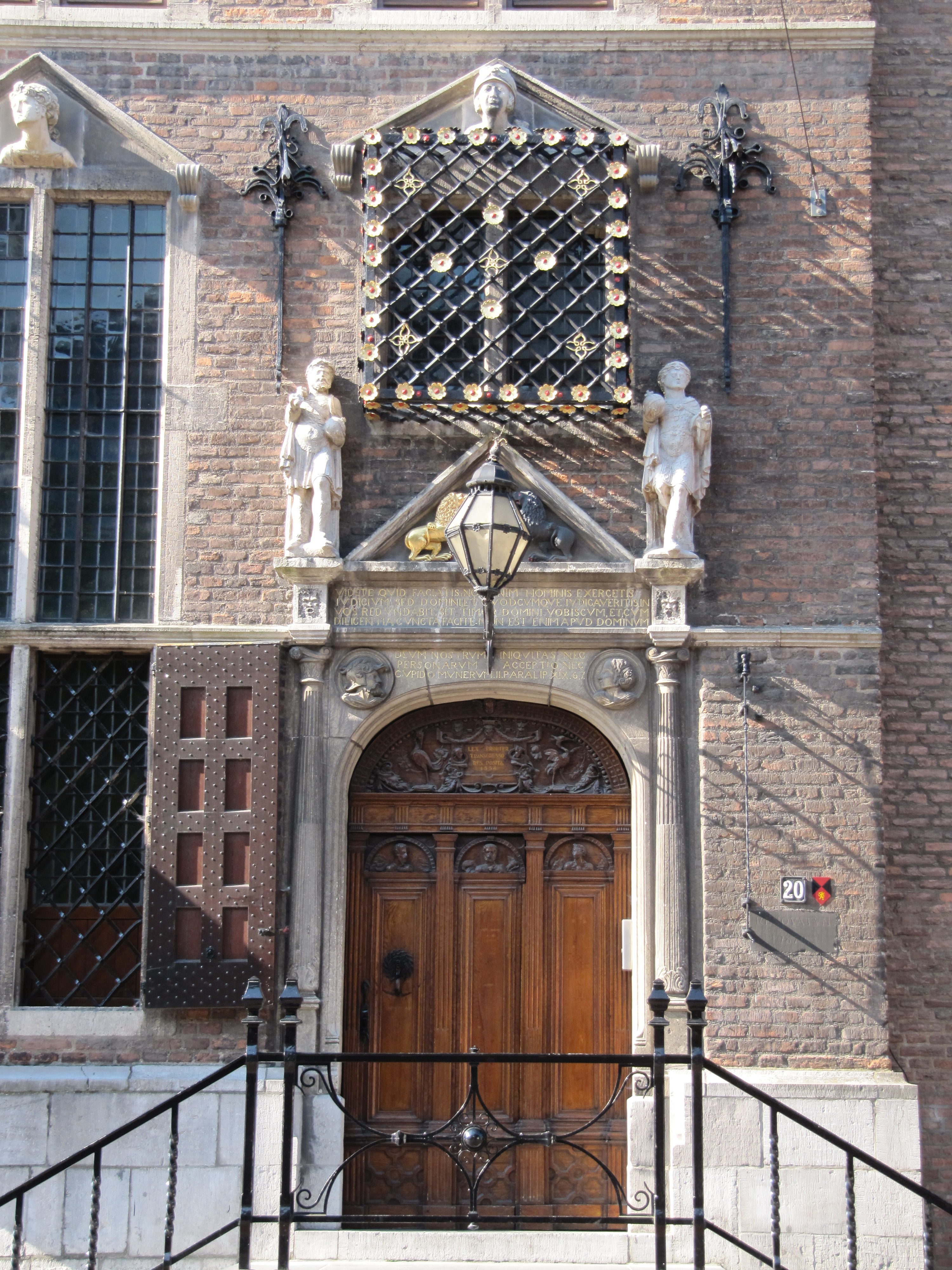
Entree Burchtstraat
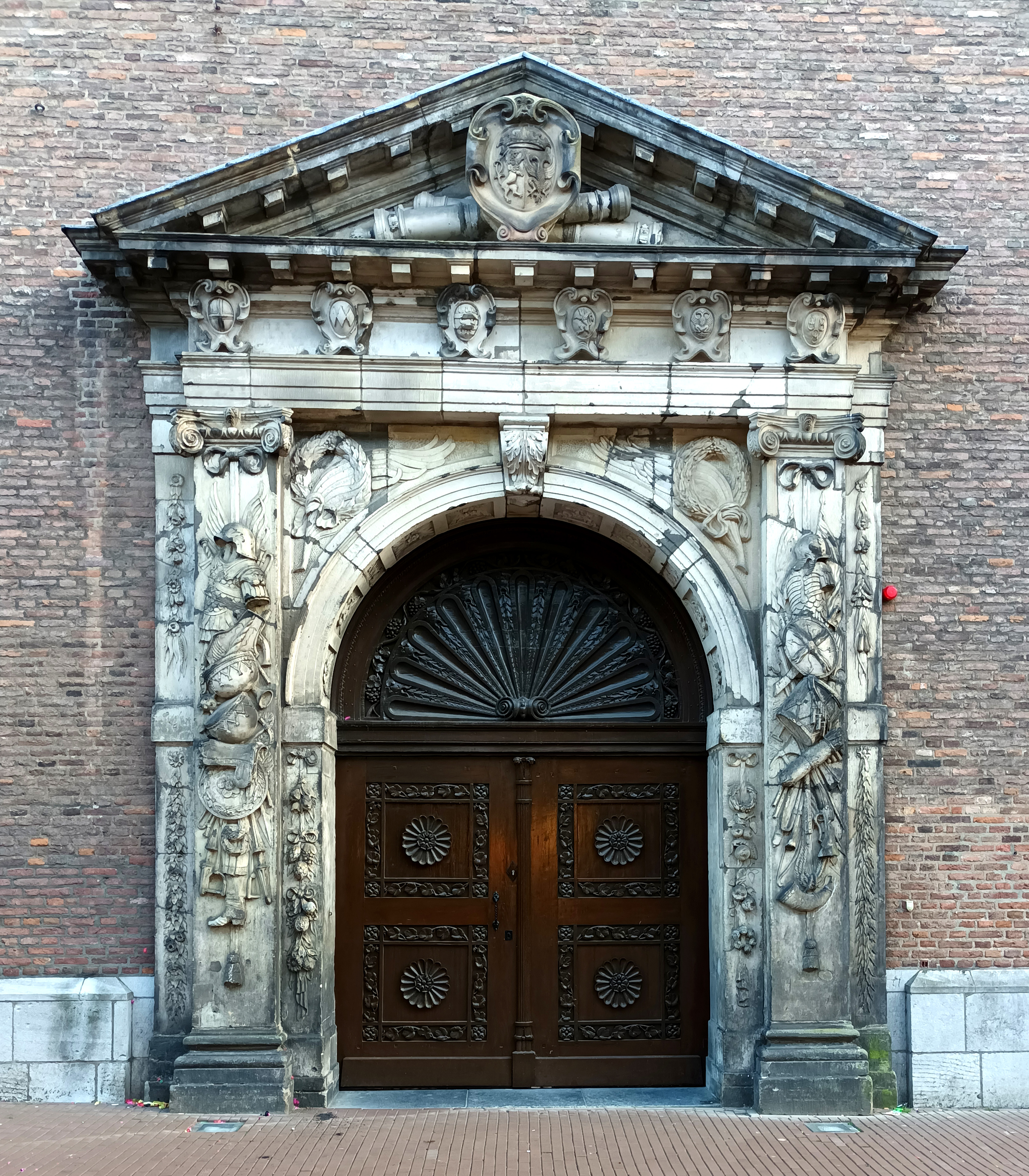
Gedeputeerdenpoort

De voorgevel is voorzien van uitbundig beeldhouwwerk. Tussen de vensters zijn beelden aangebracht van keizers en vorsten, die belangrijk zijn geweest voor de geschiedenis van Nijmegen. Boven de achttien vensters bevinden zich driehoekige timpanen met gebeeldhouwde portretbustes. In de borstwering onder het dak bevinden zich zeven medaillons, voorstellende de zeven deugden waaraan de stadsbestuurders zouden moeten voldoen: Hoop, Liefde, Geloof, Moed, Voorzichtigheid, Eendracht en Rechtvaardigheid. Het oorspronkelijke beeldhouwwerk van meester Cornelis Sass van Utrecht was al in de tijd van Cuypers grotendeels vervangen door kopieën. Bij het bombardement van 1944 raakte ook dit zwaar beschadigd. De huidige beelden en reliëfs zijn dus in feite replica's van replica's, vervaardigd door de beeldhouwers Albert Termote (gevelbeelden) en Martinus van Dijk (bustes en medaillons).

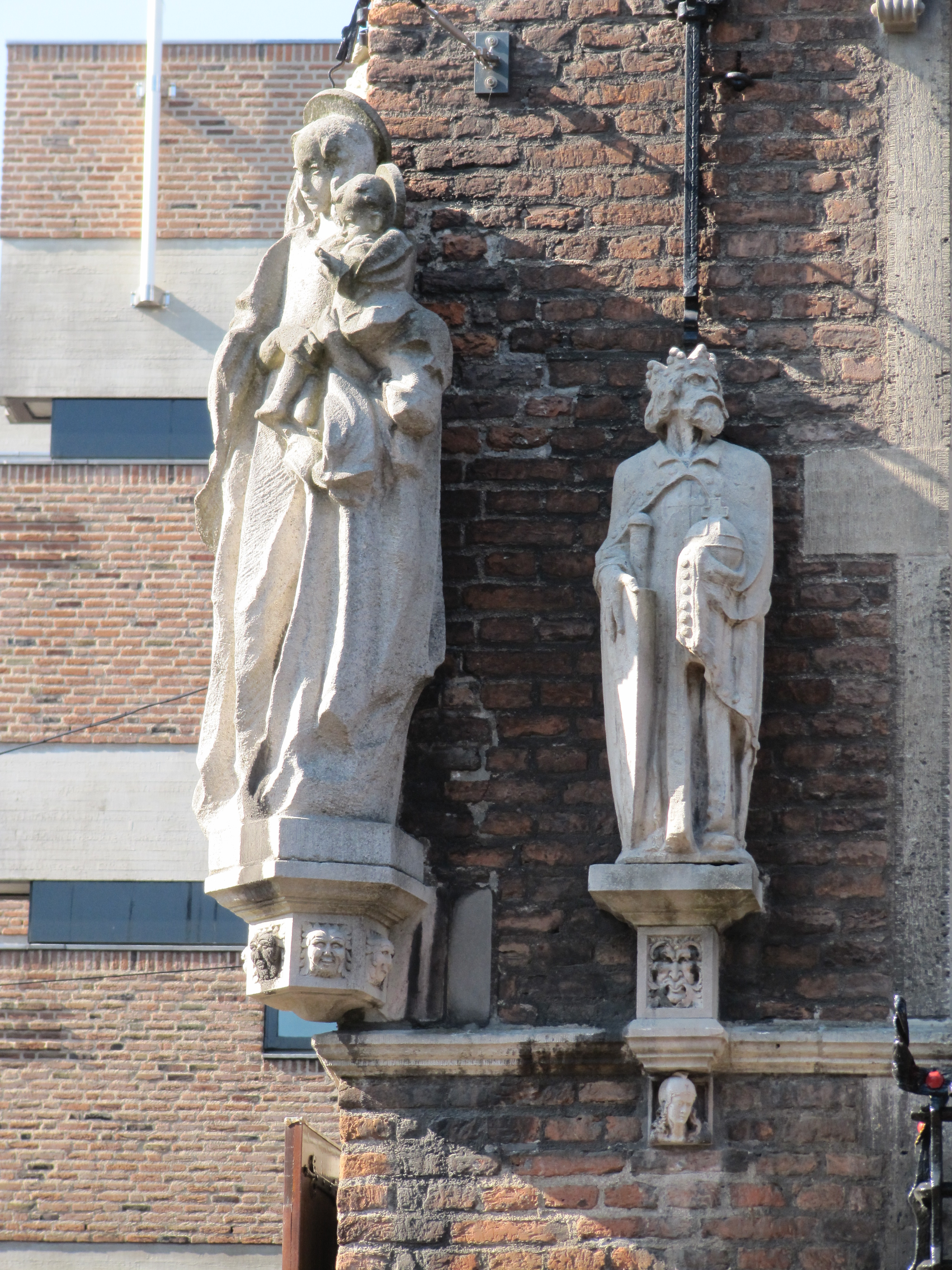
Madonna met Kind en keizer Barbarossa
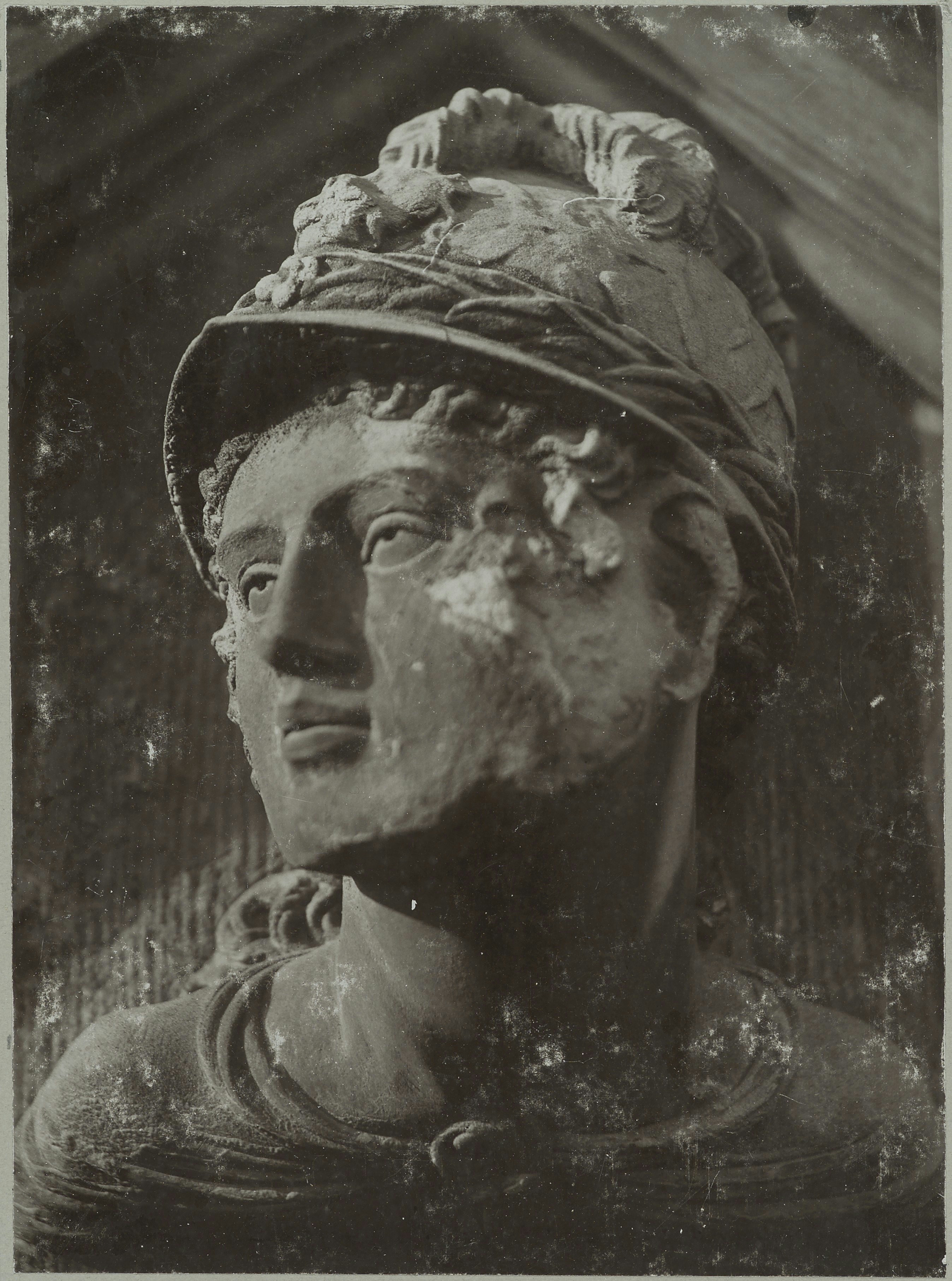
Portretbuste (origineel)
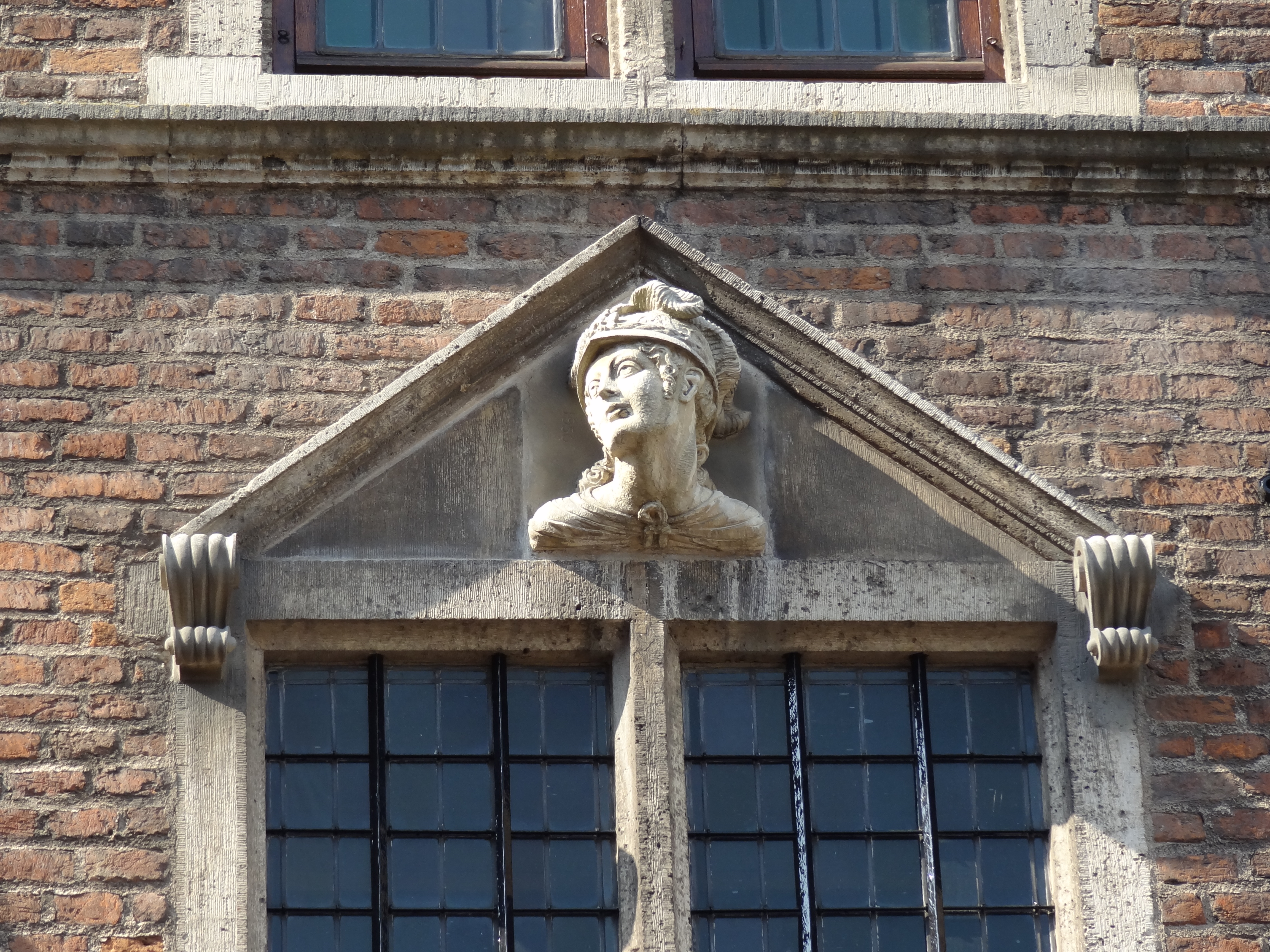
Timpaan met buste (kopie)
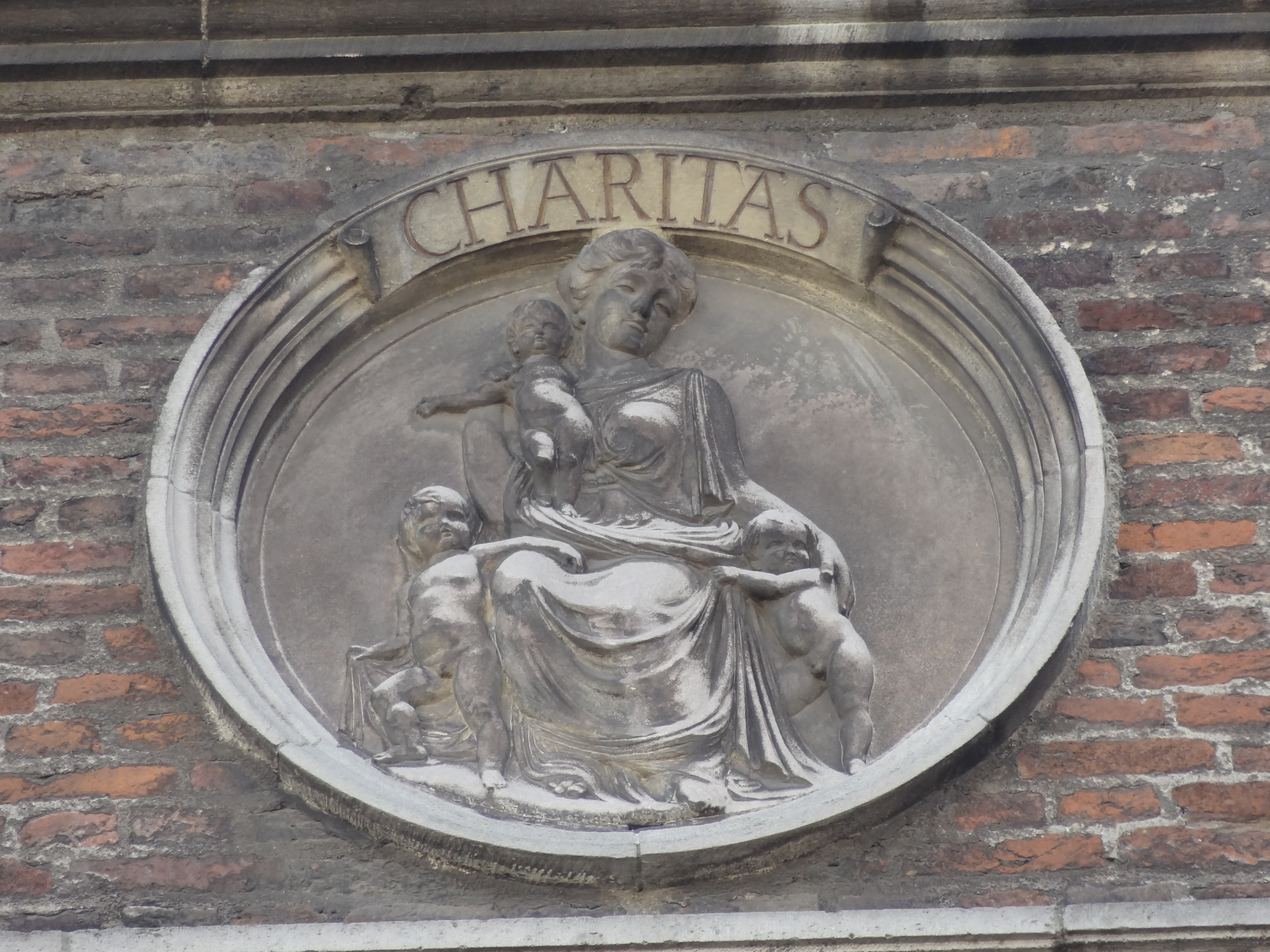
Medaillon 'Charitas'

### Interieur
De voornaamste ruimte in het stadhuis is de Schepen- of Trêveszaal, waar in 1678-1679 de Vrede van Nijmegen werd getekend. In een van de zalen bevindt zich een laatgotische, natuurstenen schouw, die afkomstig is uit een afgebroken Nijmeegs huis. Verder is er onder andere een galerij met burgemeestersportretten. Onder het stadhuis bevinden zich middeleeuwse gewelven met een martelkamer met pijnbank.
De belangrijkste kunstschat in het Nijmeegse stadhuis is wellicht de collectie zeventiende-eeuwse gobelins, die destijds speciaal zijn aangekocht om te zorgen voor een waardige aankleding van het gebouw bij de onderhandelingen die leidden tot de Vrede van Nijmegen (1678-1679). De verzameling van dertien wandtapijten bestaat uit drie series: een serie verdures, een serie met als thema Dido en Aeneas, en een serie genaamd Metamorfosen. In 1937 beschreef de kunsthistorica dr. Gerardina Tjaberta van Ysselsteyn hun toestand als deplorabel. In verband met de toegenomen oorlogsdreiging werden in 1939-1940 alle wandtapijten uit het stadhuis verwijderd en opgeslagen in de speciaal daartoe ingerichte kunstbunker in de Sint-Pietersberg bij Maastricht. Daar hield Van Ysselsteyn hun conditie zo goed en zo kwaad mogelijk in de gaten. Twee gobelins van de serie Metamorfosen gingen nog tijdens de oorlog ter restauratie naar een in 1940 in gebruik genomen restauratieatelier van het Frans Halsmuseum in Haarlem, de Werkplaats tot Herstel van Antiek Textiel. Van Ysselsteyn gaf hier jarenlang leiding aan het omvangrijke restauratieproject. Door oorlogsomstandigheden, maar ook door interne conflicten in het atelier, duurde de restauratie van de Nijmeegse gobelins veel langer dan gepland; pas in 1963 werd het project voltooid. Naar de mening van deskundigen is het behoud van de Nijmeegse tapijten te danken aan Van Ysselsteyn, die onvoorwaardelijk geloofde in de betekenis ervan. Na de ingrijpende verbouwing van de raadzaal in 2003 was er geen ruimte meer beschikbaar voor vijf van de zeven(?) historische wandtapijten.

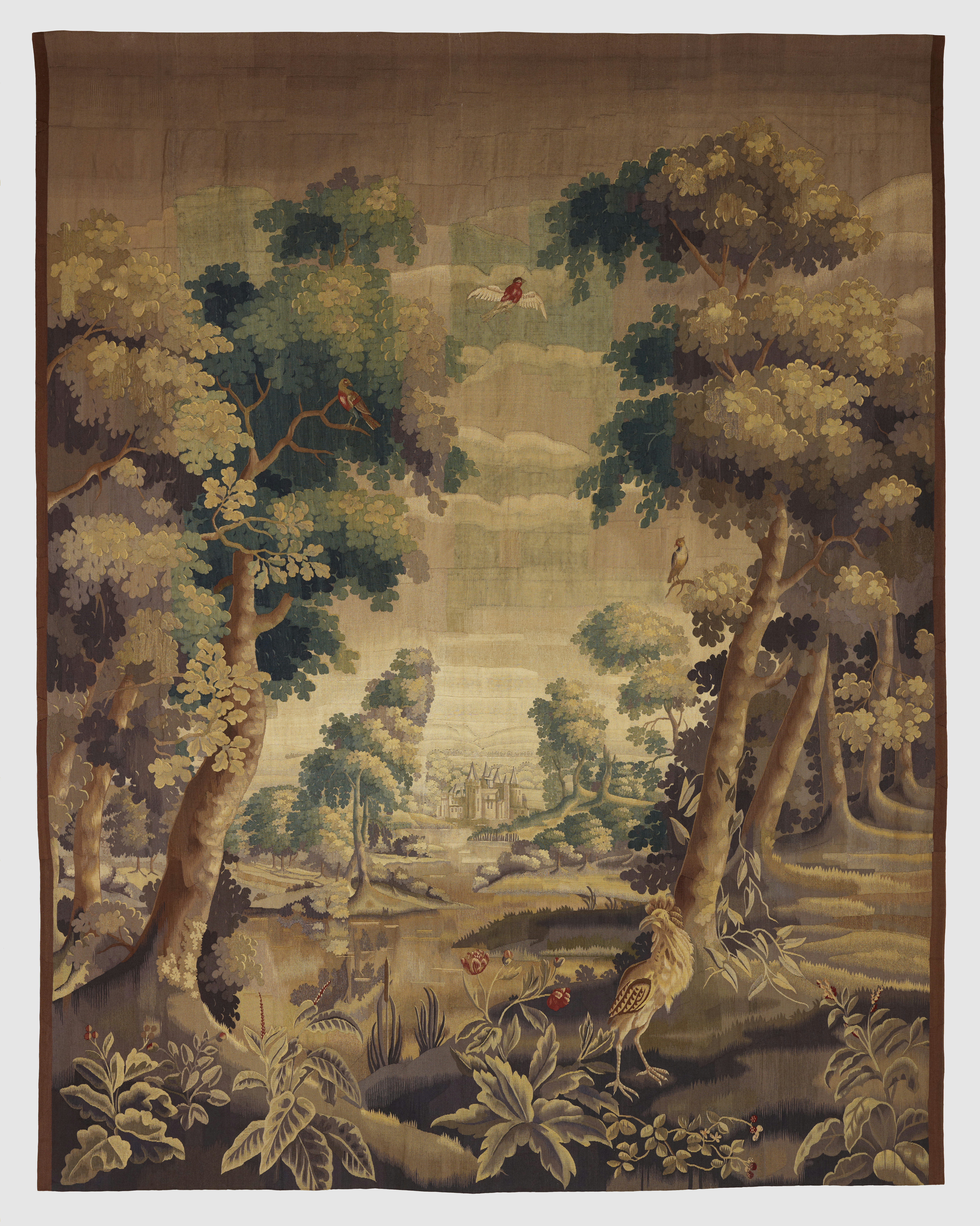
Verdure 'De kemphaan' (of 'Het kasteel')
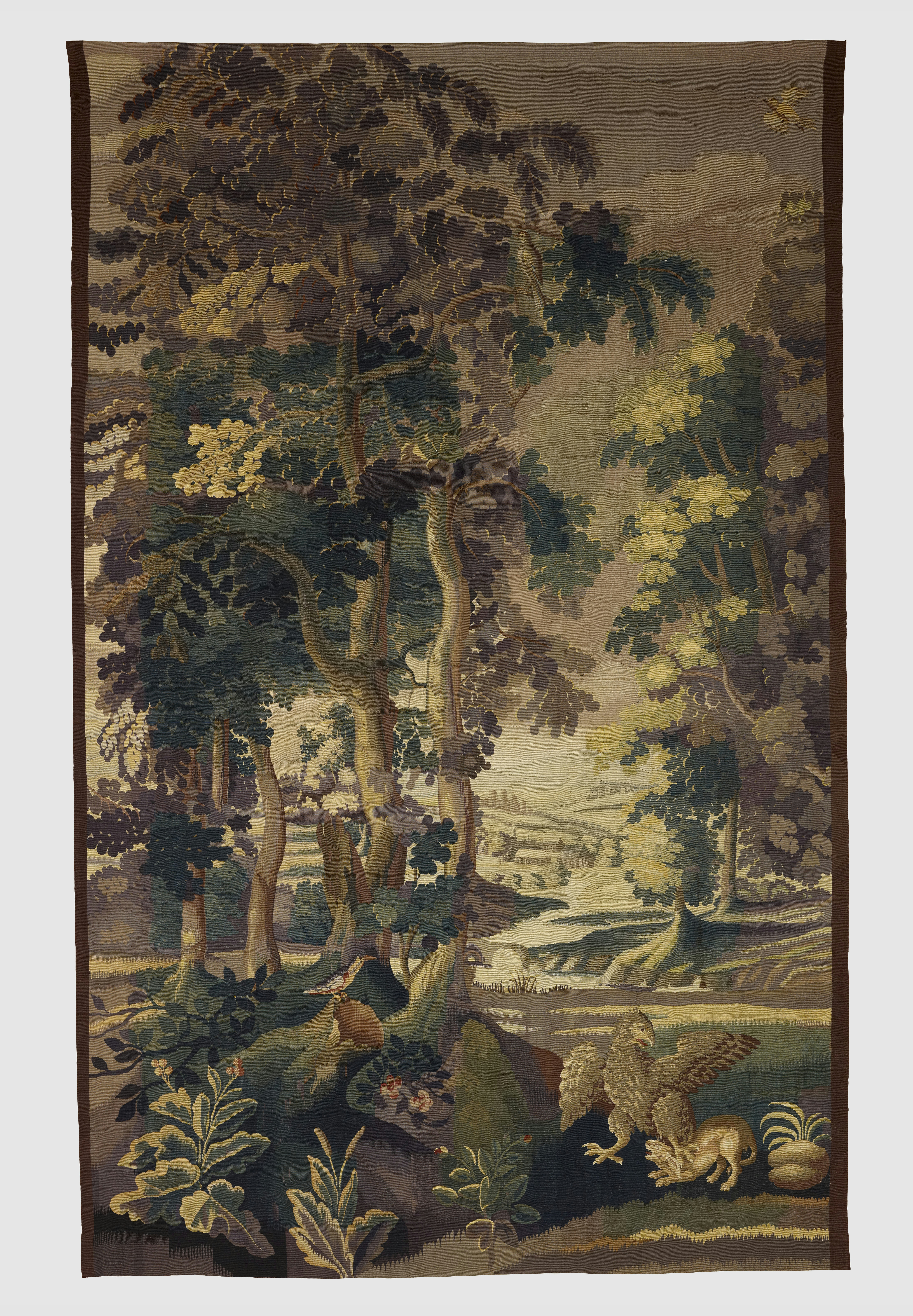
Verdure 'De arend'
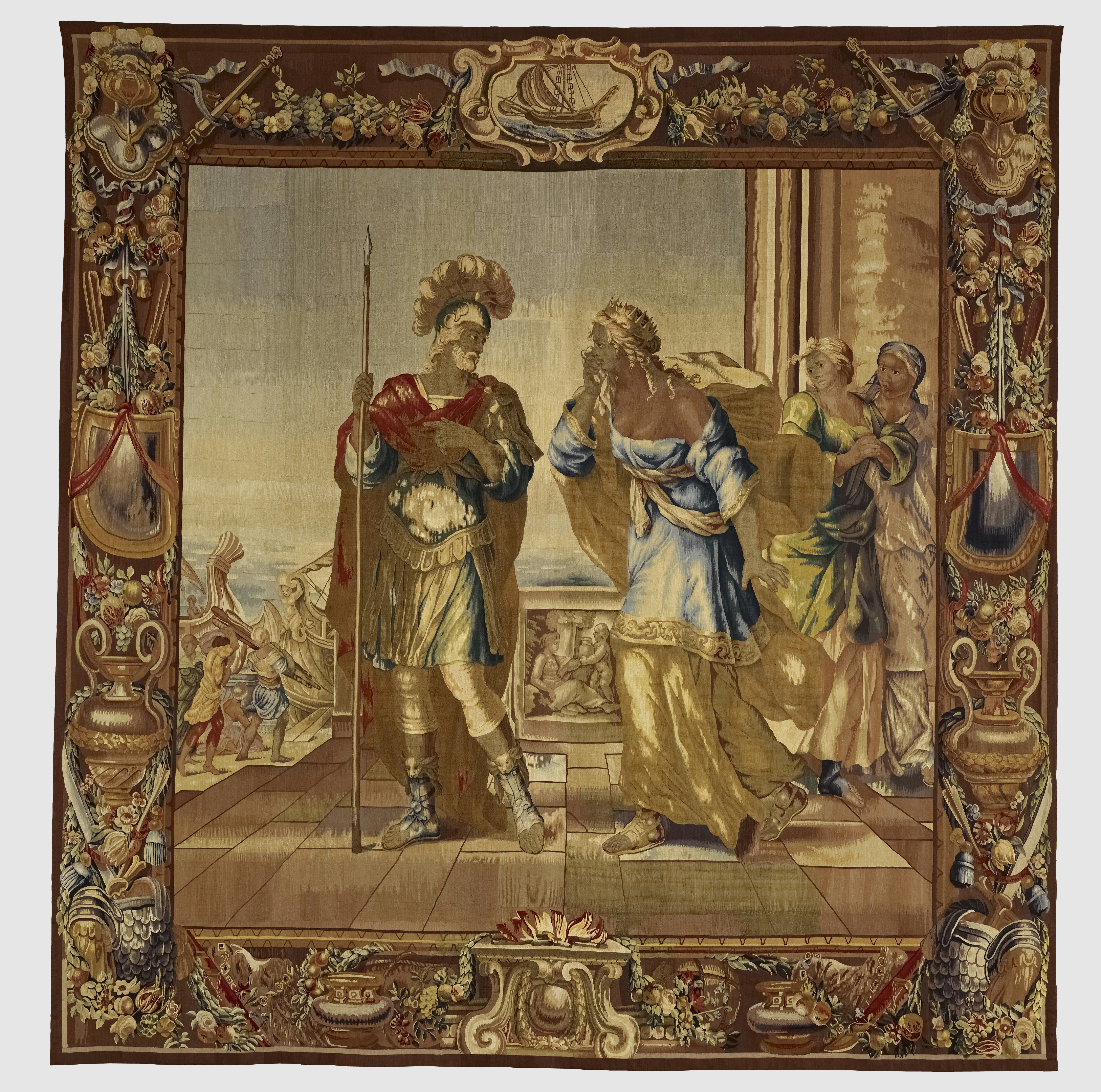
Afscheid van Dido en Aeneas
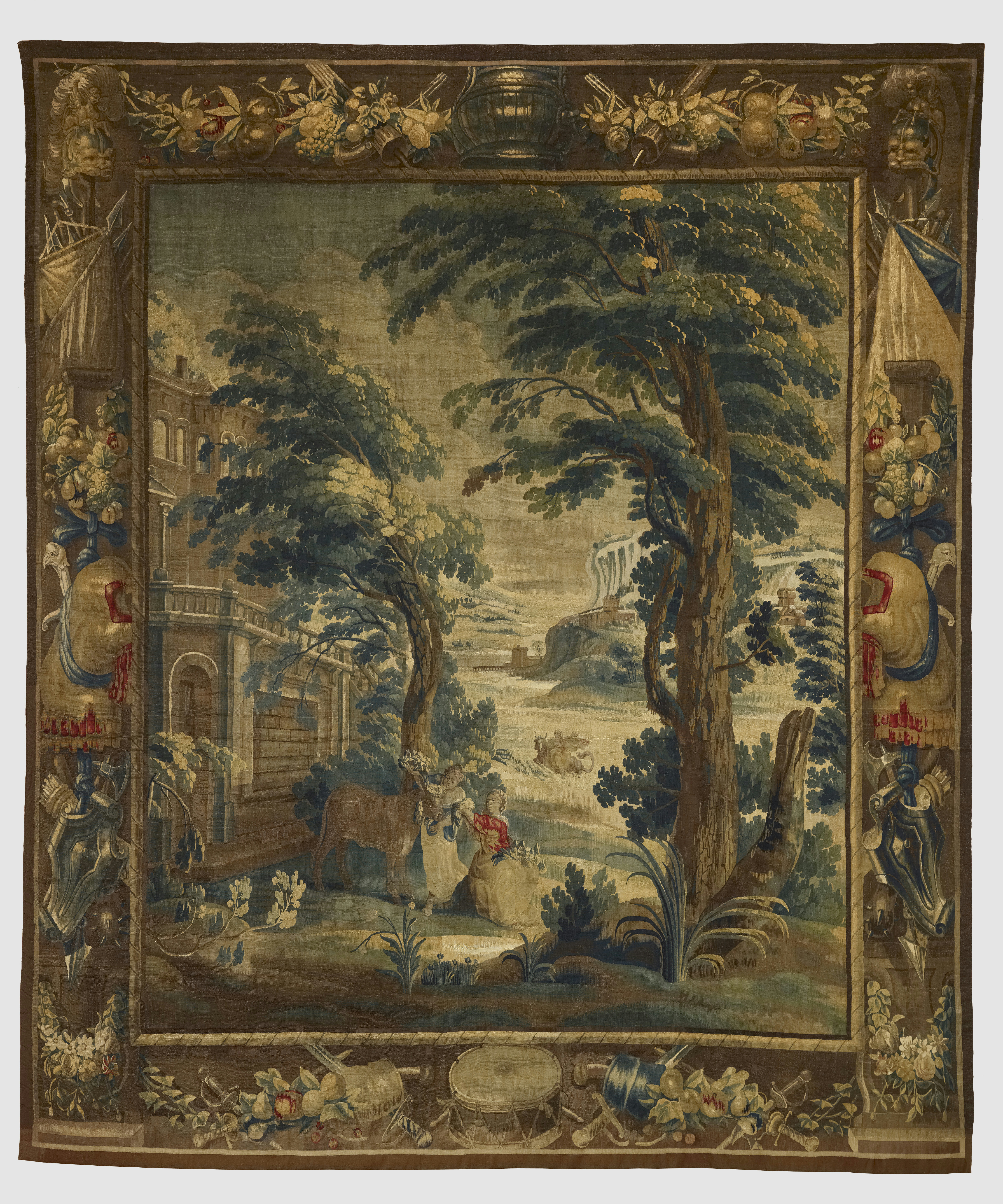
Metamorfosen: 'De ontvoering van Europa'